# フリードリヒ・カウルバッハ
テオドール・フリードリヒ・ヴィルヘルム・クリスティアン・カウルバッハ（Theodor Friedrich Wilhelm Christian Kaulbach、1822年7月8日 - 1903年9月17日）はドイツの画家。

## 略歴
ヘッセン州のバート・アーロルゼンで家具職人の子として生まれた。カウルバッハの一族は何人かの有名な画家を輩出することになる一族で、いとこの、ヴィルヘルム・フォン・カウルバッハが最初に画家となっていた。1844年にヴェネツィアに移り、当時イタリアで暮らしていたヴィルヘルムのもとで修行し、1848年頃には独立して作品を描くようになり、ミュンヘンの美術学校の教授に招聘されたが辞退した。
1850年にパリに移り、歴史画や注文を受けて肖像画を描いた。1850年にバイエルン王マクシミリアン2世からマキシミリアン議事堂（Maximilianeum）に壁画を描く注文を受け、これは1861年に完成した。
1856年にハノーファー王国、国王ゲオルク5世の肖像画を描き、ハノーファー王国の宮廷画家に任じられ、ハノーファー大学の教授に任じられた。国王からカウルバッハに工房と住居を与えられた。この家にはヨハネス・ブラームスやクララ・シューマン、フランツ・リスト、ヨーゼフ・ヨアヒムなど多くの音楽家も訪れた。
オーストリア皇后エリーザベトらを描いた多くの肖像画の評価が高い。
息子のフリードリヒ・アウグスト・フォン・カウルバッハも画家になった。

## 作品

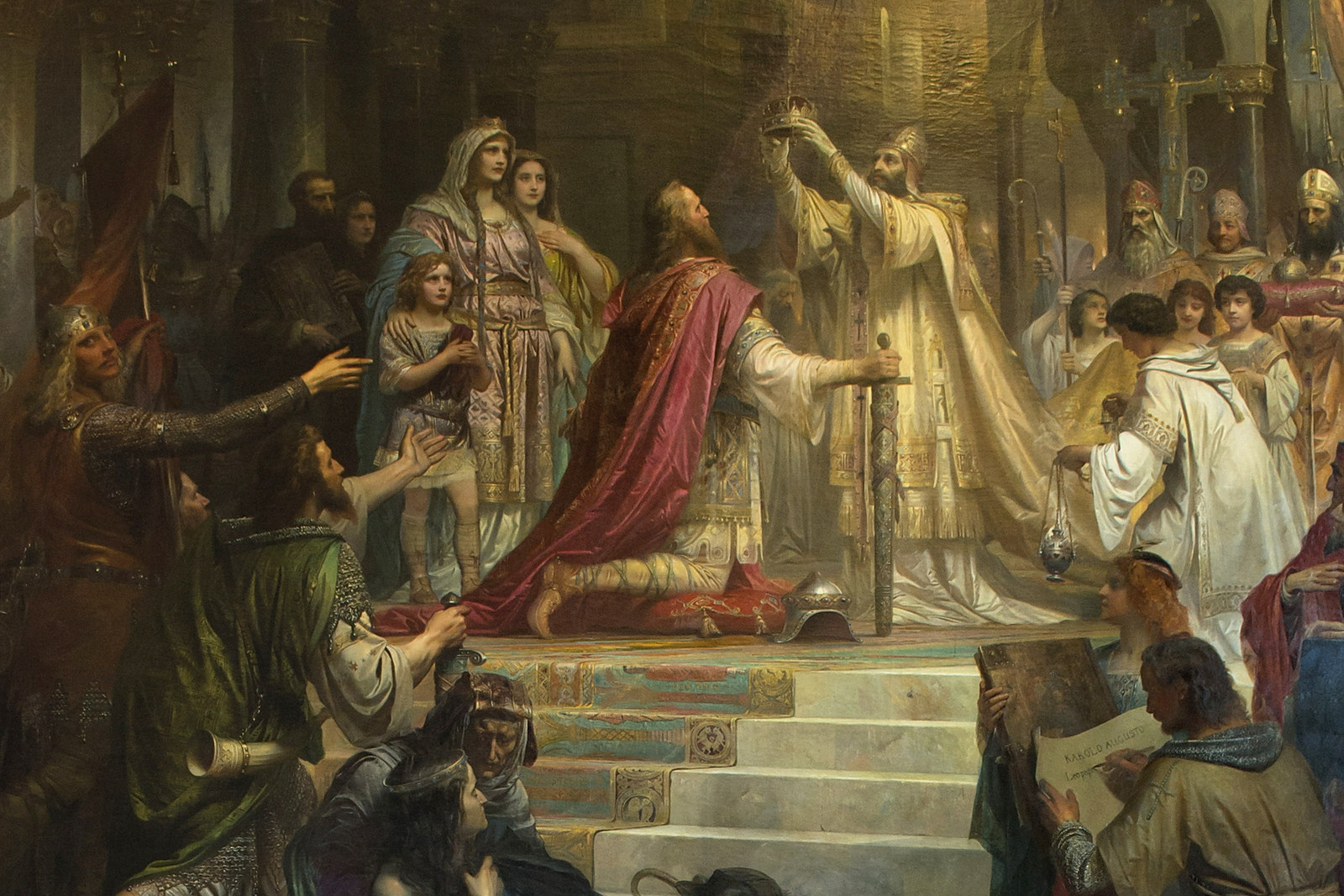
カール大帝の戴冠式
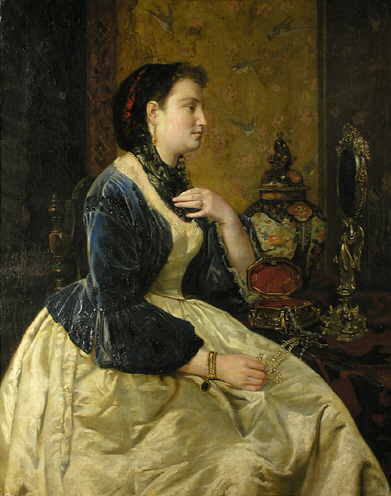
宝石を置く婦人
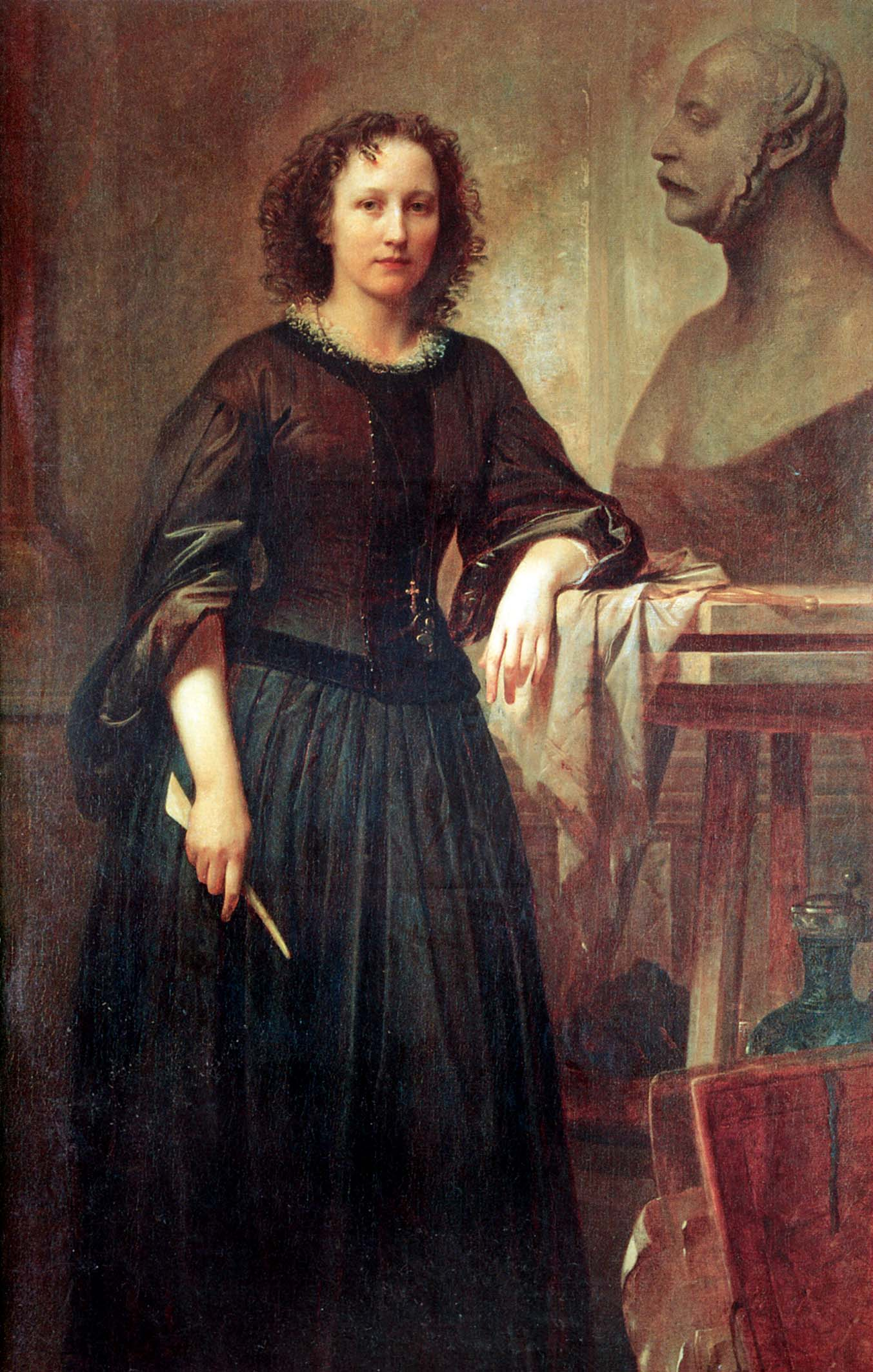
Elisabet Ney(彫刻家)
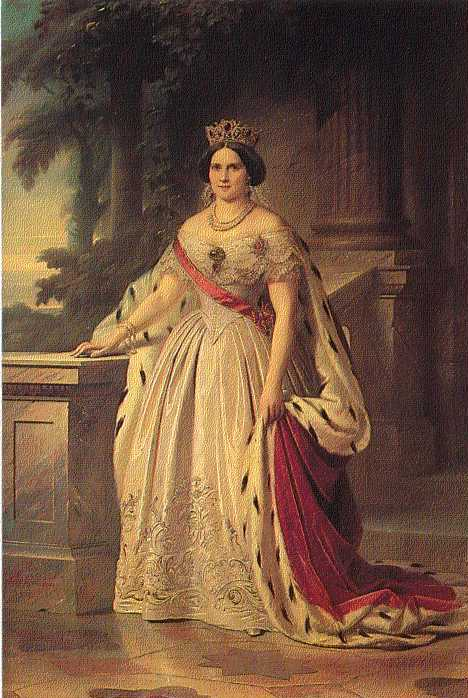
アウグステ・ロイス・ツー・ケストリッツ

## Literatur
- Isidore Kaulbach: Friedrich Kaulbach. Erinnerungen an mein Vaterhaus. Mittler, Berlin 1931.
- Evelyn Lehmann/Elke Riemer: Die Kaulbachs. Eine Künstlerfamilie aus Arolsen. Arolsen: Waldeckischer Geschichtsverein 1978.
- Henning Rischbieter: Hannoversches Lesebuch oder: Was in Hannover und über Hannover geschrieben, gedruckt und gelesen wurde. Bd. 2: 1850–1950. Schlüter. 2. Aufl. Hannover 1991, S. 102–105 (mit Auszügen aus Isidore Kaulbachs Erinnerungen). ISBN 3-87706-359-4
- Wilhelm Rothert: Allgemeine Hannoversche Biografie Band 1: Hannoversche Männer und Frauen seit 1866, Sponholtz, Hannover 1912, S. 170–175
- Hugo Thielen in: Hannoversches Biographisches Lexikon, S. 195.